# Tatiana Svetlana Iosiper
Tatiana Svetlana Iosiper (n. 24 august 1967, Botoșani, România) este un diplomat român, fost Ambasador al României în Japonia (2016-2021).  A fost Reprezentant Special pentru Energie și Diplomație Climatică in cadrul MAE.
A fost numită în funcția de ambasador la 5 august 2016 și a depus jurământul de credință în cadrul unei ceremonii la Palatul Cotroceni la 31 august 2016. La 9 noiembrie 2016 a prezentat scrisorile de acreditare Majestății Sale Împăratul Japoniei. 

## Educație
Este absolventă a Facultății de Tehnologia și Chimia Textilelor din cadrul IP Iași (1990) și Facultății de Științele Comunicării de Masă din cadrul SNSPA București (1992). A studiat în Marea Britanie (relații internaționale, The Centre for Political and Diplomatic Studies) și Japonia (limba și cultură japoneză, Japan Foundation).

## Carieră
Și-a început cariera în Ministerul Afacerilor Externe în 1992. A efectuat misiuni diplomatice la Washington, DC (1996-2000 și 2001-2006), Tel Aviv (2007-2013) și Tokyo (2016-2021). În Centrala MAE a fost purtător de cuvânt și director al Direcției Relații cu Mass Media (2000-2001). A reprezentat România în cadrul Comitetului Înalților Funcționari al OCEMN (2013-2016). În perioada 2021-2023 a fost Reprezentant special pentru energie și diplomație climatică. In prezent activează în cadrul ANRE. Este membru supleant în Adunarea Generală a CEER și în Consiliul de Reglementare (Board of Regulators) al ACER. 
În 2002 a primit Diploma de merit acordată de Președintele României pentru contribuția la aderarea României la NATO.
În decembrie 2023, i-a fost acordat Premiul Mihnea Constantinescu pentru Excelență în Serviciul Public, din partea Energynomics și Asociației Mihnea Constantinescu.
1. ↑  DECRET 749 /2016  DECRET nr. 749 din 5 august 2016privind acreditarea unui ambasador EMITENT: PREȘEDINTELE ROMÂNIEI PUBLICAT ÎN: MONITORUL OFICIAL nr. 601 din 8 august 2016 În temeiul prevederilor art. 91 alin. (2) și ale art. 100 din Constituția României, republicată, având în vedere propunerea Guvernului, Președintele României decretează: ARTICOL UNIC Doamna Tatiana Svetlana Iosiper se acreditează în calitatea de ambasador extraordinar și plenipotenți - Legislatie Romaneasca - Legislatie, Monitorul Oficial, Acte normative - LEGISLATIE LA ZI, www.lege-online.ro

.

## Viață personală
Tatiana Iosiper este căsătorită cu Edward Iosiper, de asemenea diplomat român, și are două fiice.